# 金愛爛
金 愛爛（キム・エラン、1980年 - ）、は韓国の小説家。『ノックしない家』で第1回大山大学文学賞(小説部門)を受賞し、登壇した。「若手作家」という修飾語にふさわしく、金愛爛は、現代の韓国の若者たちの生き方に誰よりも強い関心を持っている。

## 略歴
2003年から本格的な執筆活動に入った彼女は、新鮮な感覚と確かな文章力て武装した恐るべき新鋭だった。今も評壇の注目と大衆の支持を一身に集め、秀作を次々と世に送り出している彼女は、名実ともに韓国文学を代表する若手作家と言える。
『走れ、父さん』『唾がたまる』に収録されている短縮作品を通じ、彼女は、就職難にあえぎながら青春を送る若者たちの日常を細やかに描き出した。韓国の平凡な若者たちの日常を隅々まで覗いてみたい人には、彼女の小説は魅力的である。
金愛爛は、特定の世代の風俗をリアルに描く作家である。だが、彼女の小説の持つ美徳はそれにとどまらない。相対的貧困感が、生存を脅かす大きな問題であるとの実感を持つ若者世代。金愛爛は、彼らの内面を注視する。貧しさ、就職、恋愛、寂しさ、疎通といった問題に悩む若者たちの声に耳を傾け、彼らの密やかな悲しみを活字に込めて送り出す。そうした作業を通じて金愛爛の小説は、社会学的な種々の問いを呑み込みながら、さらに豊かさを増してゆく。
苦難に満ちた日常を生きる主人公は、金愛爛の小説の定番である。ところが、彼女の作品からは、憂穆や絶望といったものは全く感じられない。それは、彼女ならではの想像力の賜であろう。例えば、処女長編『どきどき僕の人生』の主人公は早老症にかかった少年だが、彼は、両親の若いころを想像しながら小説を書くことで、死と隣り合わせの苦痛に満ちた時間を療々しく生きてゆく。このようなことからわかるように、金愛爛の小説において想像力とは、悲しみに打ち勝ち、辛さに屈しないための能力だと言える。

## 受賞歴
- 2002年　第1回大山大学文学賞（小説部門）
- 2005年　大山創作基金
- 2005年　第38回韓国日報文学賞
- 2008年　今日の若い芸術家賞（文学部門）
- 2008年　第9回李孝石文学賞
- 2009年　第27回申東曄創作賞
- 2010年　第4回金裕貞文学賞
- 2011年　第2回若い作家賞
- 2013年　第18回韓末淑文学賞
- 2013年　第37回李箱文学賞大賞

## 邦訳作品
- 『だれが海辺で気ままに花火を上げるのか』きむふな（金壎我）訳、トランスビュー、2010年11月
- 『どきどき僕の人生』きむふな訳、クオン、新しい韓国の文学、2013年7月
- 『走れ、オヤジ殿』古川綾子訳、晶文社、韓国文学のオクリモノ、2017年12月
- 『外は夏』古川綾子訳、亜紀書房、となりの国のものがたり、2019年6月
- 『ひこうき雲』古川綾子訳、亜紀書房、キム・エランの本 01、2022年7月

## 代表作品

### 短編集
- 2005年『走れ、アビ』 （創批）
- 2007年『唾液が溜まる』 （文学と知性社）
- 2012年『飛行機雲』 （文学と知性社）

### 短編発表集
- 『ノックしない家』 - 2003年 季刊「創作と批評」春号
- 『クリスマス料理』 - 2006年 「ジョンギス話（第52回現代文学賞受賞小説集）」（現代文学）
- 『唾液が溜まる』 - 2007年 「天使はここにとどまる（第31回文学賞作品集）」（文学思想社） 、2007年「黄金色の川の船一隻（李孝石文学賞受賞作品集）」（ヘト）
- 『スライス』 - 2008年 「李孝石文学賞受賞作品集2008 」（ヘト）
- 『虫』 - 2009年「ソウル、ある日、小説がいる：テーマの小説集」（川）、2010年「今日の小説」 （作家）
- 『そこに夜ここの歌』- 2009年「現場の評論家が選んだ今年の良い小説」（現代文学） 、2010年「朝の扉 - 第34回文学賞作品集」（文学思想社）
- 『キューティクル』- 2009年「今日の小説」（作家）
- 『あなたの夏はどう』- 2009年季刊「文学トンネ」夏号、 2009年「近く（ファン•スンウォン文学賞受賞作品集）」（中央ブックス）
- 『四角い座の』- 2010年「自伝小説1 （サッカーも上手）」（川）
- 『水の中のゴライアス』- 2010年 季刊「子音と母音」、中国 隔月刊「小説界」、日本の月刊「新潮」（信条）、2010年「カール（第10回ファン•スンウォン文学賞受賞作品集）」（中央日報）、2011年「第2回若い作家賞受賞作品集」（文学ドンネ）
- 『そこに夜ここの歌』 - 2010年「朝の扉（第34回李箱文学賞作品集大賞受賞作）」（文学思想社）
- 『夏の風速』- 2011年「小説家として生きるということ（私たちの時代の作家17人が言う私の人生私の文）」（文学思想社）

### 章編集
- 2011年『ドキドキ私の人生』（創批）